# 高等学校ラジオ作品コンクール
高等学校ラジオ作品コンクール（こうとうがっこうラジオさくひんコンクール）とは東海ラジオ放送の主催で行われている高校生を対象としたコンクールのことである。
主な目的に『放送作品の制作を通じて自由な創造力と表現力を養い、感性を磨くことを目的とする』がある。
1958年～1970年までは民放連のラジオコンクールが実施されていた。

## 概要
- 1971年12月1日に空中線電力が50kWになったのを記念し、文部省（現在の文部科学省）・関係する各教育委員会・民放連の後援でスタートした。
- 1980年春には第1回～第9回の最優秀作品を一堂に集めた「グランプリ大会」を実施した。
- 番組制作部門コンクール（最優秀賞1つ、優秀賞・奨励賞・佳作がそれぞれ5つ。参加校全校に、努力賞として盾と記念品の贈呈がある）・アナウンス部門コンクール（最優秀賞1名。優秀賞3名）があり、毎年中部地方の各高校へ募集要項が郵送される（中部地方以外の出場希望の高校にも募集要項が送ってもらえる）。6月頃～10月下旬頃までの募集期間を経て、毎年12月頃に東海ラジオ本社にて表彰式が行われる。
- 各部門コンクールともに、審査は後援する各県教育委員会（視聴覚教育担当者・責任者）と東海ラジオ社内委員で構成する審査委員会が行う。
- アナウンス部門に関しては自らが考える告知文と、東海ラジオが指定する課題文の2種類がある。
- 毎年夏季休業期間に東海ラジオ本社にて当コンクールの対策講習会を実施している。

## 特別番組
- 番組制作部門コンクール（奨励賞以上の各受賞作品）・アナウンス部門入賞者の放送のほか、審査委員長などのコメント・表彰式の様子などを4日程に分けて、東海ラジオ・信越放送・静岡放送・北日本放送で特別番組を放送する。スポンサーは大会協賛企業でもある三協。